# Jack Sheldon

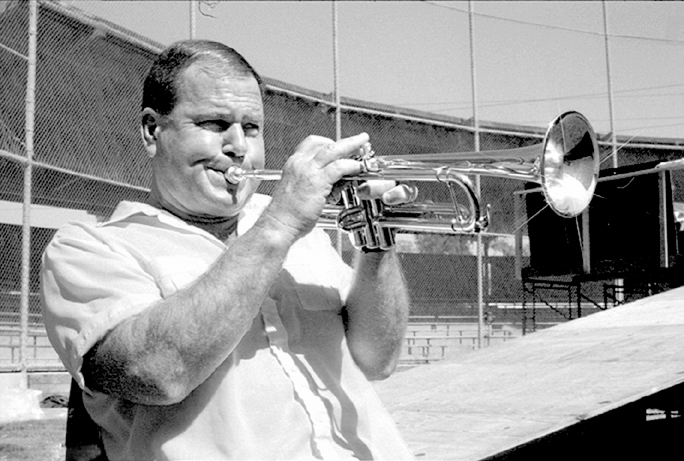
Jack Sheldon (1987)

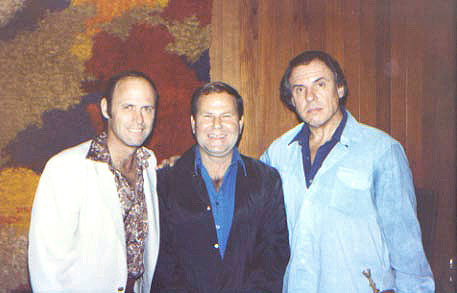
Bubba Kolb, Jack Sheldon, Ira Sullivan

Jack Sheldon (* 30. November 1931 in Jacksonville, Florida; † 27. Dezember 2019) war ein US-amerikanischer Schauspieler, Sänger und Jazz-Trompeter, ursprünglich des West-Coast-Jazz der 1950er Jahre.

## Leben
Sheldon begann in Florida 1943 professionell Trompete zu spielen und zog 1947 nach Los Angeles, wo er zunächst in einer Air-Force-Band spielte und dann Teil der „West Coast Jazz“-Szene wurde. Er spielte unter anderem mit Jimmy Giuffre, Herb Geller, Wardell Gray, Stan Kenton, Benny Goodman, Curtis Counce, Art Pepper und Gerry Mulligan. Er trat noch 2007 in eigenen Gruppen auf, unter anderem an eigenen Jazz-Partys und mit einer eigens zusammengestellten Big Band. Er nahm regelmäßig bei Jazz West (um 1955), später bei Concord Jazz und für sein eigenes Butterfly Label auf.
Als Schauspieler war Sheldon Star einer eigenen komödiantischen Fernsehserie namens Renn, Buddy, renn (engl. Run Buddy Run) bei CBS, die im ZDF 1969 ausgestrahlt wurde, in der er als „Buddy Overstreet“ zufällig Mafiosi belauscht und in insgesamt 13 Episoden auf der Flucht ist. Außerdem war er der Sidekick von Merv Griffin in dessen Show in den 1970er Jahren sowie in der Polizeiserie Polizeibericht (engl. Dragnet). In den USA ist seine Stimme auch aus einigen der sonntäglichen „Schoolhouse Rock“-Fernsehclips für Kinder bekannt, die Anfang der 1970er Jahre ausgestrahlt wurden; beispielsweise „Conjunction junction“ (in der ein Rangierer die Verwendung der Worte und/oder erklärt) und „I’m just Bill“ (in der Schülern erklärt wird wie Gesetze aus Gesetzesentwürfen – englisch „Bills“ – entstehen). Sheldon arbeitete auch viel als Studiomusiker. Sein Trompetensolo ist im Soundtrack (überwiegend von Tom Waits) von Francis Ford Coppolas Film One to the Heart (1986) zu hören. 1988 mimte er in der Fernsehserie Raumschiff Enterprise – Das nächste Jahrhundert einen Holodeck-Pianisten in der Folge  11001001 (Staffel 1 Folge 15). 1994 spielte er einen Trompeter im Film Radioland Murders – Wahnsinn auf Sendung von Mel Smith und 1991 in For the Boys von Mark Rydell, in dem Bette Midler als Truppenbetreuerin im Zweiten Weltkrieg zu sehen ist.
2008 entstand der Dokumentarfilm Trying to Get Good – the Jazz Odyssey of Jack Sheldon von Doug McIntyre und Penny Peyser mit Interviews von Clint Eastwood, Billy Crystal, Johnny Mandel, Dom DeLuise, Terry Gibbs und anderen. 2024 erschien das Album In Perfect Harmony: The Lost Album (mit Chet Baker).
Seine Mutter Jen Loven war in Hollywood bekannt für ihre Schwimmschule, in der sie auch die Kinder von Filmstars unterrichtete.